# Germantown (Tennessee)
Germantown é uma cidade localizada no estado norte-americano do Tennessee, no Condado de Shelby.

## Demografia
Segundo o censo norte-americano de 2000, a sua população era de 37.348 habitantes.
Em 2006, foi estimada uma população de 37.476, um aumento de 128 (0,3%).

## Geografia
De acordo com o United States Census Bureau tem uma área de 45,6 km², dos quais 45,5 km² cobertos por terra e 0,1 km² cobertos por água. Germantown localiza-se a aproximadamente 102 m acima do nível do mar.

## Localidades na vizinhança
O diagrama seguinte representa as localidades num raio de 20 km ao redor de Germantown.